# حمزة بن وهاس
الشريف حمزة بن وهاس بن أبو الطيب داود بن عبد الرحمن بن أبي الفاتك عبد الله الهاشمي القرشي حاكم وشريف مكة وأميرها من سنة 451 هـ حتى سنة 454 هـ في عهد الدولة الفاطمية، وتوفي بالمخلاف السليماني.

## نسبه
حمزة بن وهاس بن أبو الطيب داود بن عبد الرحمن بن أبي الفاتك عبد الله بن داود المحمود بن سليمان الحرابي بن عبد الله الشيخ الصالح بن موسى الجون بن عبد الله الكامل بن الحسن المثنى بن الحسن بن علي بن أبي طالب

## إمارته للحجاز والمخلاف السليماني
تولي الشريف حمزة بن وهاس حاكم وشريف مكة الإمارة سنة 451 هـ واستمر بالحكم إلى عام 454 هـ وتحديدا في السادس من شهر ذو الحجة حيث تم عزله من قبل صاحب اليمن علي بن محمد الصليحي وبذلك يكون الشريف حمزة بن وهاس آخر حكام الأشراف السليمانيين على مكة المكرمة والحجاز وبداية عهد حكم الأشراف الهواشم الأمراء (الطبقة الثالثة) سنة 455 هـ على يد الشريف محمد بن جعفر أبي هاشم
و هناك من ذكر أنه أسس المخلاف السليماني وكان رئيس السليمانيين وحكموا المخلاف في أسر متعاقبة إلى نهاية حكمهم سنة 944 هـ.

## وفاته
توفي الشريف حمزة بن وهاس حاكم وشريف مكة والحجاز سنة 486 هـ بالمخلاف السليماني. وذكر بعض المؤرخين بأنه توفي بمنزله بمكة المكرمة بعد عزلة عن الحكم حيث لزم بيته بأمر من الشريف محمد بن جعفر أبي هاشم.

## أبنائه
- آل عيسى
- آل غانم (الأشراف الشطيون)[12]
- آل هاشم [13]